# بوت دردشة

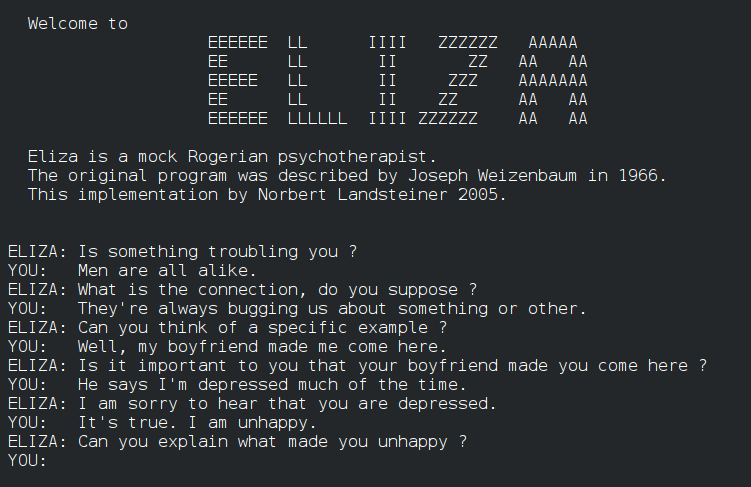
محادثة بين مستخدم وبرنامج حاسوبي.

بوت المُحادَثة أو بوت الدَّردَشة أو كَرِيرة الدَّردَشة أو الآلِيُّ المُدَردِش أو المُدَردِش (بالإنجليزية: Chatbot)‏ هو بَرنامَجٌ حاسوبيّ مُصَمَّم لمحاكاة ذكية للمُحادَثات البشرية مع مستخدم واحد أو عِدَّةِ مُستخدِمين بالسمع أو الكتابة، ويُشار أحيانًا إليها بكيانات المحادثة الاصطناعية، وتُدمَج هذه البرامج غالبًا في نُظُم الحِوار لأغراضٍ مختلِفة، مثلُ: الخِدْمات الشخصية، أو الحصولِ على المعلومات.
بعضُ الآليِّينَ (الروبوتات) يستخدمُ فحصَ الكلمات المُدخَلة، وفَرزَها إلى كلماتٍ رئيسة، وسحبَ الرد مع الكلماتِ الرئيسةِ الأكثر مطابقةً وصياغةً الأكثرَ مطابقةً من النصوص المخزنة لها في قاعدة البيانات.

## الاستخدامات

### برامج التراسل الفوري
يُستخدم بوت الدردشة في تطبيقات التراسل الفوري مثل الرسائل النصية القصيرة لتقديم الخدمات للعملاء والتسويق وبيع المنتجات مباشرة إلى المستهلك.
على سبيل المثال سمح تطبيق فيسبوك مسنجر بإنشاء بوت دردشة على منصته في عام 2016 إذ وصل عدد بوتات الدردشة إلى 30,000 خلال الأشهر الستة الأولى، وارتفع إلى 100,000 بحلول سبتمبر 2017.
بدأ تطبيق واتساب برنامجًا تجريبيًا لبوت الدردشة في سبتمبر 2017 بمشاركة شركات مثل الخطوط الجوية الملكية الهولندية وطيران المكسيك التي شاركت مسبقًا مع تطبيق فيسبوك مسنجر.
عادةً ما يظهر بوت الدردشة كأحد جهات الاتصال الخاصة بالمستخدم، وقد يعمل أحيانًا في المحادثات الجماعية.
تبنت العديد من المؤسسات بوت الدردشة للإجابة على الأسئلة البسيطة مثل البنوك وشركات التأمين ووسائل الإعلام وشركات التجارة الإلكترونية وشركات الطيران وسلاسل الفنادق والتجار ومقدمو الرعاية الصحية والجهات الحكومية وسلاسل المطاعم والترويج للمنتجات بالإضافة إلى توفير وسائل إضافية للطلب منها. كما يُستخدم بوت الدردشة لجمع إجابات مختصرة في الأبحاث عن طريق الاستبيانات.
أظهرت دراسة أجريت في عام 2017 أن 4% من الشركات تستخدم بوت الدردشة. في حين أفادت دراسة أخرى أجريت في عام 2016 أن 80% من الشركات تخطط لاستخدام بوت الدردشة بحلول عام 2020.

### تطبيقات الشركات والمواقع الإلكترونية
عملت الأجيال السابقة من بوت الدردشة عبر مواقع الشركات، مثل بوت دردشة آسك جين الخاص بخطوط ألاسكا الجوية الذي تم إطلاقه في 2008، أو خدمة العملاء الافتراضية لوكالة إكسبيديا للسفر التي أُطلقت في 2011. ظهرت أجيال الروبوتات الحديثة مثل بوت روكي المدعوم بتقنية واتسون عام 2017 من قبل شركة رار قيراط للتجارة الإلكترونية في مدينة نيويورك لتقديم الدعم للعملاء الراغبين بشراء الألماس بطريقة مبتكرة.

### بوت الدردشة المتسلسل
يُستخدم بوت الدردشة لتقديم رسائل تسويقية متتابعة تشبه أنظمة الرد التلقائي. يمكن تفعيل هذه الردود المتسلسلة بناءً على اختيار المستخدم أو من خلال استخدام كلمات مفتاحية، إذ يُبَرمج بوت الدردشة لتوجيه سلسلة من الردود المناسبة حسب احتياجات المستخدم لضمان تقديم الرسالة الصحيحة في الوقت المناسب.

### المنصات الداخلية للشركات
تستفيد بعض الشركات من استخدام بوت الدردشة داخليًا في فرق دعم العملاء والموارد البشرية أو في مشاريع إنترنت الأشياء. على سبيل المثال، أطلقت شركة أوفرستوك بوت دردشة يُدعى ميلا لإتمام بعض العمليات البسيطة إلا أنها مستهلكة للوقت مثل طلب الإجازة المرضية. تستخدم بعض الشركات الكبيرة المساعدين الرقميين بدلًا من مراكز الاتصال البشرية خلال الاتصال الأولي مثل مجموعة لويدز المصرفية وبنك رويال سكوتلاند ومجموعة رينو وشركة سيتروين. ازدهر نظام الأعمال الخاص ببوت الدردشة مثل البرمجيات خدمةً منذ مؤتمر فيبسوك ف8 عندما كشف مارك زوكربيرج عن السماح بإدخال بوت الدردشة إلى تطبيق مسنجر.
يصمم مهندسو تكنولوجيا المعلومات مرجعية لبوت الدردشة الذكي الذي يُستخدم لمشاركة الأجوبة بكفاءة أكثر وتقليل الأخطاء في إجابات مكاتب الدعم المتخصصة في الشركات الكبيرة مثل المستشفيات والشركات الجوية. تستخدم هذه البوتات الذكية جميع أنواع الذكاء الاصطناعي مثل تحليل الصور وفهم اللغات الطبيعية وتوليد اللغات الطبيعية وتعلم الآلة والتعلم المتعمق.

### خدمة العملاء
يتمتع بوت الدردشة بإمكانيات كبيرة لتكون بديلًا عن خدمات العملاء التقليدية. يتطلع القطاع المصرفي عالي التقنية إلى دمج الحلول الآلية المعتمدة على الذكاء الاصطناعي مثل بوت الدردشة في خدمة العملاء لتوفير المساعدة بسرعة وبتكلفة أقل لعملائها الذين أصبحوا متأقلمين مع التكنولوجيا. يمكن لبوت الدردشة إجراء المحادثات بكفاءة، وغالبًا ما تحل محل أدوات الاتصال الأخرى مثل البريد الإلكتروني أو الهاتف أو الرسائل النصية. يساعد بوت الدردشة في قطاع البنوك في تقديم خدمة العملاء السريعة والرد على الطلبات الشائعة بالإضافة إلى دعم المعاملات.
يمكن دمج تقنيات التعلم المتعمق في بوت الدردشة لتمكينه من تتبع المحادثات بين المستخدمين وموظفي خدمة العملاء، خصوصًا في وسائل التواصل الاجتماعي. أظهرت الأبحاث أن الأساليب التي تستخدم التعلم العميق يمكنها تعلم أساليب الكتابة الخاصة بالعلامات التجارية لتعزيز صورة العلامة التجارية على منصات التواصل الاجتماعي. يمكن لبوت الدردشة إنشاء طرق جديدة لتفاعل المستخدمين وبالتالي تحسين أداء العلامة التجارية والسماح للمستخدمين بالحصول على فوائد اجتماعية ومعلوماتية واقتصادية.
تظهر العديد من الدراسات انخفاضًا كبيرًا في تكاليف خدمة العملاء التقليدية، إذ يُتوقع أن يؤدي بوت الدردشة إلى توفير مليارات الدولارات في السنوات العشر القادمة. في عام 2019، توقعت شركة كارتنر معالجة 15% من جميع تفاعلات خدمة العملاء عالميًا بواسطة الذكاء الاصطناعي بشكل كامل بحلول عام 2021. كما قدرت دراسة من جنيبر في عام 2019 أن المبيعات الناتجة عن التفاعلات القائمة على استخدام بوت الدردشة ستصل إلى 112 مليار دولار بحلول عام 2023.
تم تطوير مجموعة متنوعة من بوتات الدردشة منذ عام 2016 لمنصة فيسبوك مسنجر. عندما سمحت فيسبوك للشركات بتقديم دعم عملاء آلي وإرشادات التجارة الإلكترونية والمحتوى والتجارب التفاعلية من خلال بوتات الدردشة. أطلق بنك توشكا الروسي أول بوت دردشة على فيسبوك للخدمات المالية في عام 2016، ليشمل بذلك آلية الدفع. ثم أطلق بنك باركليز إفريقيا في يوليو 2016 بوت دردشة على فيسبوك، ليصبح أول بنك يفعل ذلك في إفريقيا.
استحدث البنك الفرنسي سوسيتيه جنرال في مارس 2018 بوت دردشة يسمى سو بوت، وأعرب 80% من مستخدميه عن رضاهم بعد تجربته، لكن صرح نائب مدير البنك بيرتراند كوزارولو أنه لن يحل أبدًا محل الخبرة التي يقدمها المستشار البشري.
تشمل مزايا استخدام بوت الدردشة في التواصل مع العملاء في القطاع المصرفي تقليص التكاليف وتقديم النصائح المالية والدعم على مدار الساعة.

## أنواعها
يمكن تصنيف بوت المحادثة بعدة طرق، إما من حيث مجال الخدمة المقدمة أو طريقة التطوير أو طريقة توليد الرد.
روبوتات المحادثة حسب طريقة التطوير:
- بوت محادثة معتمد على القواعد الشرطية.
- بوت محادثة معتمد على استرجاع الردود من قاعدة المعرفة حسب نوع السؤال.
- بوت محادثة معتمد على الذكاء الاصطناعي في توليد الردود.

## أمثلة
بوتات التيليجرام (آلييّن)، ويمكنهم إرسال الرسائل بمختلف أنواعها، مثل: الرسائل النصية، والصوتية، والمرئية، والاستفتاءات، والموقع الجغرافي، واستقبالها أيضًا.
وتم دعم ذلك بعدد من المكتبات مفتوحة المصدر لعددٍ من لغات البرمجة مثل:
- PHP
- بايثون
- Node.js
- Ruby
- سي شارب
- سي بلس بلس
- دارت

كما ويتم استخدام بوتات الدردشة في أغلب المواقع التفاعلية كمواقع التواصل الاجتماعي وتستخدم هذه البرمجية من خلال أكواد في عمليات البيع وما إلى ذلك من التطبيقات الأخرى.

## وصلات خارجية
- مجيب، موقع للرد الآلي بالعربية